# Bignay
|  | Per a altres significats, vegeu «Bignay (Charente Marítim)». |

Bignay o Bugnay, segons el nom filipí, (Antidesma bunius) és un fruit tropical proporcionat per un arbre de la família euforbiàcia. És natiu del sud-est asiàtic, les Filipines i nord d'Austràlia. Pot arribar a fer 30 metres d'alt, és perennifoli, dioic i amb fulles coriàcies. Els fruits són esfèrics i d'un cm d'ample, primer són blancs i quan maduren es tornen vermells i després negres. El seu gust resulta dolç pels autòctons però els 'origen europeu el troben tan amargant que el consideren incomestible. És un fenomen lligat a la percepció en el gust de la feniltiocarbamida que és un tret genètic.